# 판박이
판박이란, 만화나 기호 등을 박을 입히듯 찍을 수 있도록 하기 위한 일종의 휴대용 인쇄 용지를 뜻한다. 어린이들이 만화를 물건에 그려넣거나, 성인들의 장식용 문신 등에 사용된다. 껌의 포장지에서 쉽게 접할 수 있다. 붙이려고 하는 곳에 붙인 후 문지르거나 누른 후에 다시 떼면 판박이의 그림이 표면에 달라붙으면서 그림이 찍힌다.